# 久常村
久常村（ひさつねむら）は、石川県能美郡に存在した村。
村名は徳久と秋常の合成である。

## 地理
- 現在の能美市の中部、以前は寺井町と辰口町の境界周辺に位置した。北を手取川が流れ南端は丘陵部にかかる。他はほぼ平坦な地形。
- 現在の石川県道4号小松鶴来線が東西に通る。

## 歴史
- 1889年（明治22年）4月1日 - 町村制の施行により、上清水村、下清水村、河原新保村、末寺村、秋常村、高座村、徳久村及び北市村の区域をもって、能美郡久常村が発足する。
- 1925年（大正14年）3月21日 - 能美電気鉄道（後の北陸鉄道能美線）が開通し、村内に徳久駅が開業。
- 1956年（昭和31年）9月30日 - 上清水、下清水、高座、徳久及び北市の区域、山上村及び国府村が合併して、辰口町が発足する。河原新保、末寺及び秋常の区域、寺井野町、吉田村及び粟生村が合併して、寺井町が発足する。大字河原新保は大字新保に名称を変更する。

### その後
大字徳久の区域の一部から大字荒屋が分立する。2005年（平成17年）2月1日、能美市が発足により2町に分かれていた旧久常村の地域は49年ぶりに再び一つになった。